# Antonio de Herrera y Tordesillas
Antonio de Herrera Y Tordesillas (Cuéllar, 1549 – Madrid, 27 marzo 1625) è stato uno storico spagnolo.
Nacque in Cuéllar, una cittadina in provincia di Segovia, in una famiglia benestante, composta da Rodrigo de Tordesillas e da Inés de Herrera. Fece i suoi studi di legge e filosofia in Spagna, ma ben presto si recò in Italia in qualità di segretario di Vespasiano Gonzaga Colonna, fratello del duca di Mantova. Tornò in Spagna, al suo seguito, quando questi venne insignito del titolo e delle funzioni di viceré, prima di Navarra e in seguito di Valenza.
Il Gonzaga aveva apprezzato le doti del suo segretario e ne aveva tessuto le lodi al Re Filippo II che era rimasto favorevolmente colpito. Alla morte del viceré, avvenuta a Sabbioneta, nel 1591, il monarca spagnolo si ricordò del giovane letterato e lo chiamò alla sua Corte, nominandolo storiografo delle Indie e di Castiglia e León.

## Cronista mayor de Las Indias

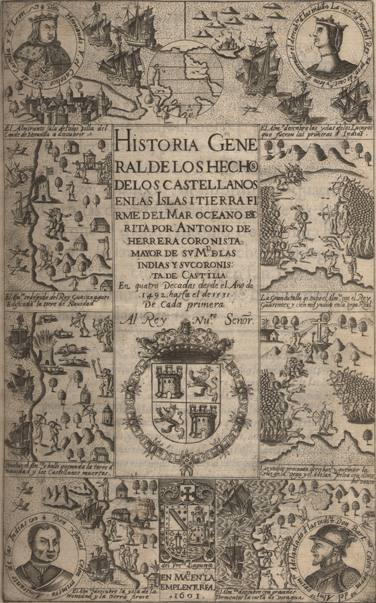
Frontespizio della Historia di Herrera

L'impiego era autorevole e ben remunerato e assecondava le inclinazioni di Herrera, permettendogli di occuparsi degli studi che più gli erano congeniali: la stesura di una storia degli avvenimenti delle lontane colonie americane, tramite la raccolta ufficiale di tutte le notizie trasmesse in Spagna.
Da quel momento si dedicò alla stesura di alcune delle opere più complete ed importanti sulla storia delle colonie spagnole in America. Non tralasciò comunque le vicende europee e diede alle stampe numerose ed incisive ricostruzioni dei più celebrati fatti del suo tempo. Datano in quegli anni le sue pubblicazioni sulla figura di Maria Stuarda e sulla storia di Francia dal 1585 al 1594. Parimenti celebrò il suo Re, Filippo II e ricostruì le vicende delle guerre italiane.
La sua opera più importante resta comunque la Historia de los Hechos de los Castellanos en las Mas y Tierra Firme del Mar Oceano, sviluppata secondo una ricostruzione cronologica e divisa per decadi, da cui appunto il titolo con cui viene comunemente ricordata: “Decades de Antonio de Herrera”.
In essa gli avvenimenti spagnoli del Nuovo Mondo sono riportati con una meticolosità che solo la funzione esercitata dal suo autore poteva consentire. Herrera, nello svolgimento della sua carica, aveva accesso a tutte le relazioni e a tutti i documenti che provenivano dalle Colonie. Molte di queste testimonianze sono andate perdute e ci sono pervenute solo attraverso la penna di Herrera. Lo storico, spesso, non ha ritenuto di citare le sue fonti, ma permangono, comunque, le notizie che ha riportato. Altre volte Herrera non si è peritato di trascrivere, letteralmente, pagine intere di relazioni altrui, ma questo non inficia l'attendibilità della sua opera che era volta a tramandare dei fatti e non a interpretarne le cause o le conseguenze.

## Ultimi anni
Antonio de Herrera y Tordesillas mantenne la sua carica durante i regni di tre sovrani di Spagna, quelli di Filippo II, di Filippo III e di Filippo IV. Quando infine morì in Madrid, nel 1625, era stato nominato segretario personale del monarca in carica.
La data esatta della sua morte è stata più volte contestata dagli storici moderni, finché un documento del 1897 ne ha fissato esattamente i termini. Si tratta di una testimonianza ufficiale resa da un notaio, Hurtado de Limosin, davanti al quale, Herrera, mentre era in atto di fare una deposizione, fu colto dal malore che, in pochi giorni lo avrebbe portato alla morte. Il “Coronista Mayor de Las Indias” morì il 27 di marzo del 1625 e non il 13 marzo come spesso è riportato. L'equivoco nasce, probabilmente, dal fatto che la data del 13 marzo, che è quella del collasso dello storico, venne presa per la data del decesso.
Era sposato con una dama di nobili natali, Doña María de Torres, che gli sopravvisse fino al 1641. Non risulta che fossero nati dei figli da questo matrimonio.

## Opere
Le Decadi
- Historia de los Hechos de los Castellanos en las Mas y Tierra Firme del Mar Oceano que llaman Indias Occidentales, conosciuta come Décadas. (Madrid, 1601-1615, 4 voll.)
in essa si esaminano gli avvenimenti dal 1492 al 1554.

Altre principali opere
- Historia de lo sucedido en Escocia é Inghilterra y en quaranta quatro anni che vivio la reyna Maria Estuarda 1582 -1.583  - pubblicata nel 1591
- Historia de lo sucedido en Francia, 1585-1594  (Madrid, 1598)
- Historia generale del mondo del tiempo del rey Felipe II, hai desde 1559 y su muerte (Madrid, 1601-1612, 3 voll.)
- Trattato, relazione, y de los discorso storico movimenti de Aragon (Madrid, 1612)
- Comentarios de gli avvenimenti de los Espanoles, Franceses, Venecianos y en Italia, & c., 1281-1559 (Madrid, 1624)

Opere digitalizzate
- Le Decadi